# Филимонов, Алексей Витальевич
Алексе́й Вита́льевич Филимо́нов (род. 3 февраля 1981, Иркутск, РСФСР, СССР) — российский актёр. Исполнитель главной роли в фильме Ивана Вырыпаева «Кислород» (2009) и роли Комара в фильме Оксаны Бычковой «Ещё один год» (2014). Лауреат открытого российского кинофестиваля «Кинотавр» (2014). Исполнитель главной роли в сериале Авдотьи Смирновой «Вертинский» (2021).

## Биография
Алексей родился 3 февраля 1981 года в Иркутске. В 2000 году окончил Иркутское театральное училище (курс В. Дуловой). Проработав в нескольких театрах в Красноярске, Озёрске и Пензе, отправился в Москву, где поступил в актёрскую группу режиссёрского факультета РАТИ-ГИТИСа (мастерская О. Кудряшова). Закончил обучение в 2006 году.
Сотрудничал с несколькими театрами: Театром «Школа современной пьесы», Театром «Мастерская О. Кудряшова», Театром на Малой Бронной.
Кинокарьеру начал с небольшой роли в фильме «Бумер. Фильм второй» в 2006 году. В 2008 году режиссёр Иван Вырыпаев снимает Алексея в главной роли в своей картине «Кислород». Следующей значимой ролью становится главная роль Егора Комарова в фильме «Ещё один год», за которую Филимонов получает приз Кинотавра за лучшую мужскую роль.
В 2019 году Филимонов снялся в триллере «Большая поэзия» режиссёра Александра Лунгина, за роль в котором вместе Александром Кузнецовым получил приз за лучшее исполнение мужской роли на Сахалинском международном кинофестивале «Край света. Восток».

## Творчество

### Роли в кино
| Год       |   | Название                           | Роль                                   |
| --------- | - | ---------------------------------- | -------------------------------------- |
| 2023      | с | Выжившие 2                         | Морозов                                |
| 2023      | с | Я дождусь                          | Кирилл                                 |
| 2023      | ф | Аквариум                           | Стас                                   |
| 2023      | с | Убить Риту                         | Горюнов                                |
| 2023      | ф | Лунатики                           | следователь Иванов                     |
| 2023      | с | Берлинская жара                    | Шелленберг                             |
| 2022      | ф | Девочка Нина и похитители пианино  | Родион                                 |
| 2022      | ф | Плотник                            | Иван Кириллович Шубин, врач-ревматолог |
| 2022      | с | Великая. Фильм второй              | Нарышкин                               |
| 2021      | с | Вертинский                         | Александр Вертинский                   |
| 2021—2024 | с | Выжившие                           | Морозов                                |
| 2021      | ф | Девятаев                           | Корж                                   |
| 2020      | ф | Блокадный дневник                  | могильщик Лёха                         |
| 2019      | ф | Котёл                              | Шмидт                                  |
| 2019      | ф | Большая поэзия                     | Лёша                                   |
| 2019      | ф | Бык                                | Маус                                   |
| 2019      | ф | Место!                             | Краст                                  |
| 2018      | ф | Человек, который удивил всех       | Стёпка                                 |
| 2015      | ф | Про любовь                         | Гриша                                  |
| 2015      | ф | 14+                                | Волков                                 |
| 2013      | ф | Ещё один год                       | Егор Комаров                           |
| 2013      | ф | Привычка расставаться              | Ярослав                                |
| 2012      | ф | Жить                               | Антон                                  |
| 2011      | с | Жизнь и приключения Мишки Япончика | Изя Майорчик                           |
| 2010      | ф | Всё в порядке, мама!               | Сотников Сергей                        |
| 2009      | ф | Я                                  | Саня                                   |
| 2009      | ф | Короткое замыкание                 | русский парень                         |
| 2008      | ф | Кислород                           | Санёк                                  |
| 2007      | ф | Разметка                           | Денис                                  |
| 2006      | ф | Бумер. Фильм второй                | Вовка                                  |

## Награды
- 2009 — номинант на премию «Кинотавр» (лучшая мужская роль, «Кислород», режиссёр Иван Вырыпаев)[3].
- 2014 — приз «За лучшую мужскую роль» в фильме «Ещё один год» (реж. Оксана Бычкова) на XXV Открытом Российском кинофестивале «Кинотавр».
- 2019 — приз «За лучшее исполнение мужской роли» (совместно с Александром Кузнецовым) в фильме «Большая поэзия» (реж. Александр Лунгин) на IX Сахалинском международном кинофестивале «Край света».
- 2021 — номинант на премию «Золотой Орёл». Лучшая мужская роль в сериале («Вертинский»).